# Boda János (koreográfus)
Boda János (Törökszentmiklós, 1972. december 20. –) magyar táncművész, koreográfus.

## Életpályája
1991-ben végzett a Magyar Táncművészeti Főiskola néptánc-tagozatán. Mesterei: Brieber János, Zorándi Mária, Janek József voltak. 1991-től 1995-ig a Budapest Táncegyüttes, 1995-1996-ban a Honvéd Táncegyüttes táncosa volt. 1997-től az Experidance táncegyüttesben táncolt, melynek művészeti asszisztense is volt, majd a szolnoki Szigligeti Színház  tánctagozatának vezetőjeként és koreográfusaként dolgozott. 2009-től volt a Vörösmarty Színház tánckarának vezetője. Kitanulta a gyógymasszőr szakmát is, hogy több lábon állhasson, egy ideig pedig fegyveres őr is volt, de az alkotás iránti vágy folyamatos volt. 2014 őszétől újra az ExperiDance Tánctársulat „ördögeként” táncol – mely szerepet először is ő formálta meg –, de Román Sándorral további közös terveik is vannak egy táncstúdió létrehozásáról. Visszatérése utáni első premierjén, 2015 áprilisában az Én, Leonardo című táncjáték címszerepét alakítja.

## Színházi munkái
A Színházi adattárban regisztrált bemutatóinak száma: szereplőként: 12; koreográfusként: 3.
| Szereplő \| Szerző \| A darab címe \| Bemutató dátuma \| S z í n h á z \| Játszott szerep \| \| ------------------------------------------- \| -------------------------------------- \| --------------- \| --------------------------------- \| ----------------------------------------- \| \| Móricz Zsigmond \| Úri muri \| 1997. \| Szigligeti Színház \| \| \| Schwajda György \| A rátóti legényanya \| 1998. \| Szigligeti Színház \| \| \| William Shakespeare \| Szentivánéji álom \| 1998. \| Szigligeti Színház \| \| \| Bródy János \| Veled, Uram! \| 2001. \| Szegedi Szabadtéri Játékok \| Lucifer \| \| Terrence McNally \| Alul semmi \| 2003. \| Szigligeti Színház \| Buddy Walsh (Keno), férfi sztriptíztáncos \| \| Jean Poiret, Harvey Fierstein \| Őrült nők ketrece \| 2004. \| Szigligeti Színház \| Madárka \| \| William Shakespeare \| Othello \| 2005. \| Szigligeti Színház \| \| \| Mihail Jurjevics Lermontov \| Álarcosbál \| 2006. \| Szigligeti Színház \| \| \| Maurine Dallas Watkins, Fred Ebb, Bob Fosse \| Chicago \| 2006. \| Szigligeti Színház \| \| \| Szophoklész, Kovács-Cohner Róbert \| Elektra \| 2009. \| Vörösmarty Színház Stúdió Színpad \| Carlos \| \| John Van Druten, Joe Masteroff \| Kabaré \| 2009. \| Vörösmarty Színház \| Max \| \| Matei Vişniec \| A kommunizmus története elmebetegeknek \| 2010. \| Vörösmarty Színház \| Hetedik ápolt; Idegen \| |                                        |                 |                                   |                                           |
| Szerző | A darab címe                           | Bemutató dátuma | S z í n h á z                     | Játszott szerep                           |
| --- | -------------------------------------- | --------------- | --------------------------------- | ----------------------------------------- |
| Móricz Zsigmond | Úri muri                               | 1997.           | Szigligeti Színház                |                                           |
| Schwajda György | A rátóti legényanya                    | 1998.           | Szigligeti Színház                |                                           |
| William Shakespeare | Szentivánéji álom                      | 1998.           | Szigligeti Színház                |                                           |
| Bródy János | Veled, Uram!                           | 2001.           | Szegedi Szabadtéri Játékok        | Lucifer                                   |
| Terrence McNally | Alul semmi                             | 2003.           | Szigligeti Színház                | Buddy Walsh (Keno), férfi sztriptíztáncos |
| Jean Poiret, Harvey Fierstein | Őrült nők ketrece                      | 2004.           | Szigligeti Színház                | Madárka                                   |
| William Shakespeare | Othello                                | 2005.           | Szigligeti Színház                |                                           |
| Mihail Jurjevics Lermontov | Álarcosbál                             | 2006.           | Szigligeti Színház                |                                           |
| Maurine Dallas Watkins, Fred Ebb, Bob Fosse | Chicago                                | 2006.           | Szigligeti Színház                |                                           |
| Szophoklész, Kovács-Cohner Róbert | Elektra                                | 2009.           | Vörösmarty Színház Stúdió Színpad | Carlos                                    |
| John Van Druten, Joe Masteroff | Kabaré                                 | 2009.           | Vörösmarty Színház                | Max                                       |
| Matei Vişniec | A kommunizmus története elmebetegeknek | 2010.           | Vörösmarty Színház                | Hetedik ápolt; Idegen                     |

| Koreográfus \| Szerző \| A darab címe \| Bemutató dátuma \| S z í n h á z \| \| --------------------------------- \| ------------------ \| --------------- \| --------------------------------- \| \| Molnár Ferenc \| Játék a kastélyban \| 2009. \| Vörösmarty Színház \| \| Csukás István \| Ágacska \| 2009. \| Vörösmarty Színház \| \| Szophoklész, Kovács-Cohner Róbert \| Elektra \| 2009. \| Vörösmarty Színház Stúdió Színpad \| |                    |                 |                                   |
| Szerző | A darab címe       | Bemutató dátuma | S z í n h á z                     |
| --- | ------------------ | --------------- | --------------------------------- |
| Molnár Ferenc | Játék a kastélyban | 2009.           | Vörösmarty Színház                |
| Csukás István | Ágacska            | 2009.           | Vörösmarty Színház                |
| Szophoklész, Kovács-Cohner Róbert | Elektra            | 2009.           | Vörösmarty Színház Stúdió Színpad |

További munkái
- Ezeregyév (tánc ( - 2010.) , koreográfus-munkatárs - ExperiDance)
- Négy évszak (tánc - Nemzeti Táncszínház, Millenáris)
- Angyali utazás (koreográfus, táncos - 2003. Szigligeti Színház)
- Párhuzamos világok (koreográfus, táncos - 2003. Szigligeti Színház)
- Tánc - Játékok II. rész Egy kiál(lí)tás képei (koreográfus, tánc - 2004. Szigligeti Színház)
- Szárnyak (táncos, rendező-koreográfus - 2005. Szigligeti Színház)